# Petruskerk (Nijmegen)
De Petruskerk in de Nijmeegse wijk Hees is een protestantse kerk.

## Geschiedenis
Het kerkgebouw is gebouwd in het midden van de zestiende eeuw. Tot aan de onteigening in 1591 was het in gebruik als katholieke kerk. Van 1607 tot heden heeft de protestantse kerk het gebouw in gebruik, met een korte onderbreking tussen 1835 en 1860, toen er een school was gevestigd in het kerkgebouw.
Sinds 2013 worden er geen Protestantse diensten meer gehouden. Het gebouw werd verhuurd aan de Bethel Tempel Nijmegen van de Volle Evangelie Gemeenten Nederland. In maart 2020 besloot de Protestantse Gemeente Nijmegen de Petruskerk te verkopen in plaats van de Maranathakerk.

## Restauraties
Bij de restauratie in 1882 is het witte pleisterwerk verwijderd. Tussen 1947 en 1951 is het middenschip herbouwd, dat zwaar beschadigd was geraakt bij een bombardement op 22 juli 1942 en zijn er twee zijbeuken aangebouwd. Na deze restauratie kreeg de kerk haar huidige naam.

## Rijksmonument
De kerk en de toren zijn beide rijksmonument. De toren staat onder beheer van de gemeente; de kerk is nu particuliere eigendom.

## Trivia
- Sinds oktober 2007 wordt elke tweede zondag van de maand om 19.30 uur een cantate van Bach uitgevoerd in de Petruskerk.